# Gompelscheuer
Gompelscheuer is een plaats in de Duitse gemeente Enzklösterle in de deelstaat Baden-Württemberg, en valt onder de Landkreis Calw. Het is een van de vier Ortsteile van Enzklösterle.

## Geschiedenis
In 1973 is de zagerij in Gompelscheuer gesloten.  In 1982 werd de hoofdweg die door Gompelscheuer heen loopt geasfalteerd. Het postkantoor in Gompelscheuer die in de Schulstrasse stond werd in 1993 gesloten.

## Fietspad
In Gompelscheuer begint een fietspad genaamd de Enztal-Radweg.

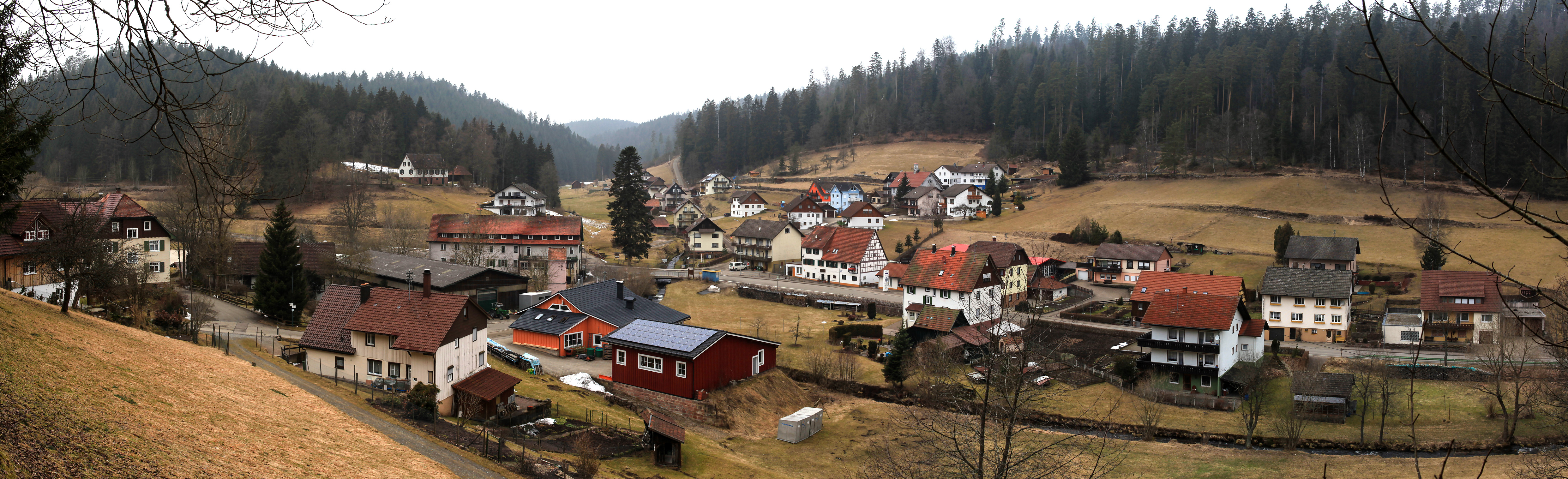
Gompelscheuer